# Le Dézert
Le Dézert település Franciaországban, Manche megyében. Lakosainak száma 605 fő (2022. január 1.). Le Dézert Le Mesnil-Véneron, Cavigny, Graignes-Mesnil-Angot, Saint-Fromond, Saint-Jean-de-Daye és Pont-Hébert községekkel határos.

## Népesség
A település népességének változása:
| Lakosok száma | 623  | 563  | 521  | 545  | 546  | 573  | 589  | 599  | 601  | 605  |
|               | 1968 | 1982 | 1990 | 2006 | 2013 | 2015 | 2017 | 2019 | 2020 | 2022 |